# Califano (film)
Califano è un film per la televisione del 2024 diretto da Alessandro Angelini e tratto dal libro Senza manette di Franco Califano e Pierluigi Diaco.
Il film racconta la vita di Franco Califano dagli esordi fino al 1986 passando per l’arresto del 1984.

## Trama
1984, Teatro Parioli (Roma). Franco Califano sta per salire sul palco nella serata più importante della sua vita, pronto a esibirsi e a mettere la testa a posto quando viene arrestato.
1961. Franco vive a Roma con la madre e il fratello. Scrive poesie e sogna la dolce vita con l’amico Antonello Mazzeo. 
Dal matrimonio con Rita Di Tommaso è nata Silvia ma ben presto i due iniziano a non andare più d’accordo e Franco nel 1963 si trasferisce a Milano, ospite di Edoardo Vianello. Le sue frequentazioni in ambito artistico lo portano a collaborare con diversi artisti allora in voga che apprezzano il suo stile disincantato e trasgressivo. Tra i primi testi di successo c’è E la chiamano estate, scritta nel 1965 per Bruno Martino, e La musica è finita, scritta nel 1967 per Ornella Vanoni.
1969. Franco vive ancora a Milano dove lavora per una casa discografica alla ricerca di nuovi talenti come quelli che diventeranno i Ricchi e Poveri. Conosce Mita Medici con la quale inizia una relazione.
1971. Franco lascia Mita e lavora al suo primo album. Si preoccupa perché riceve una chiamata anonima che lo avvisa di essere finito nel mirino della Procura per l’acquisto sospetto di alcuni orologi. Poco dopo infatti viene arrestato per possesso di stupefacenti (venendo poi assolto), caso in cui furono coinvolti anche Walter Chiari e Lelio Luttazzi. Una volta rilasciato inizia a pensare al proprio percorso da cantante. Franco frequenta però brutti giri come quello di Francis Turatello, cosa che lo fa allontanare dall’amico di sempre Antonello.
Nel 1973 compone un brano destinato a ottenere un grandissimo successo, vero e proprio cavallo di battaglia per l'interprete: si tratta di Minuetto, scritto per Mia Martini. Mentre l'attività di autore per i colleghi prosegue, quella di cantante non ottiene lo stesso successo fino al 1976 quando esce l'album Tutto il resto è noia che venderà oltre un milione di copie. 
1984. Franco viene avvicinato da un uomo di Raffaele Cutolo (rivale del suo vecchio amico Turatello che nel 1981 era stato ucciso in carcere) che gli offre della cocaina ma il cantante lo manda via con spregio. Poco dopo viene arrestato al teatro Parioli di Roma, con l'accusa di associazione per delinquere di stampo camorristico e traffico di stupefacenti; Califano finisce in carcere nell'ambito di un maxi-blitz contro gli affiliati alla Nuova Camorra Organizzata di Cutolo, in cui viene coinvolto anche il noto conduttore televisivo Enzo Tortora. Le accuse si basano sulle dichiarazioni di pentiti: secondo Giovanni Melluso e Pasquale D'Amico (due dei principali accusatori di Enzo Tortora), Califano avrebbe spacciato cocaina nel mondo dello spettacolo per conto di Cutolo e Turatello e nel 1978 avrebbe cantato a una festa dedicata a Cutolo, ricevendo come pagamento 250 grammi di cocaina. Franco si sente male in carcere e ottiene gli arresti domiciliari e il permesso di fare un nuovo disco per cui viene aiutato dal suo amico Antonello. Califano negherà qualsiasi coinvolgimento in attività criminali e verrà assolto insieme agli altri imputati "perché il fatto non sussiste" poiché i giudici riterranno le accuse dei pentiti inattendibili e i fatti contestati non provati; anni dopo Melluso ammetterà di aver incastrato Califano sulla base di pure invenzioni, così come già accaduto nei confronti di Enzo Tortora.
1986. Franco torna ad esibirsi proprio al teatro Parioli e tra il pubblico c’è anche il calciatore Diego Armando Maradona di cui diventerà amico.

## Accoglienza
Il film è stato trasmesso in prima serata su Rai 1 l’11 febbraio 2024  totalizzando 4.174.000 telespettatori pari al 22,83% di share.

### Critica
(Aldo Grasso, Corriere della Sera, 12 febbraio 2024)